# Radziszewo (gmina)
Radziszewo – dawna gmina wiejska istniejąca w latach 1945–1954 w woj. szczecińskim (dzisiejsze woj. zachodniopomorskie). Siedzibą władz gminy było Radziszewo.
Gmina Radziszewo powstała po II wojnie światowej na terenie tzw. Ziem Odzyskanych (tzw. III okręg administracyjny – Pomorze Zachodnie). 28 czerwca 1946 gmina – jako jednostka administracyjna powiatu gryfińskiego – weszła w skład nowo utworzonego woj. szczecińskiego.
1 maja 1948 z gminy Radziszewo wyłączono tereny położone na prawym brzegu rzeki Regalicy (gromady Żydowce i Klucz, część leśnictwa Klucz, przyległego do gromady Żydowce i skrawek terenu gromady Żydowce, położony na zachodnim brzegu Regalicy (karta katastralna Nr 1) oraz skrawek terenu, położony między Regalicą a południową granicą autostrady w granicach obrębu katastralnego), włączając je do miasta Szczecina.
Według stanu z 1 lipca 1952 gmina składała się z 8 gromad: Binowo, Chlebowo, Czepino, Daleszewo, Łubnica, Nowe Brynki, Radziszewo i Żabnica. Gmina została zniesiona 29 września 1954 wraz z reformą wprowadzającą gromady w miejsce gmin. Jednostki nie przywrócono 1 stycznia 1973 wraz z kolejną reformą reaktywującą gminy, a jej dawny obszar wszedł głównie w skład nowej gminy Gryfino.